# Universalbank
Universalbanken (englisch universal banks; auch Vollbanken genannt) sind Kreditinstitute, die alle Bankgeschäfte betreiben und diese allen Kundengruppen anbieten. Konträrer Gegensatz im  Allgemeinen Bankwesen ist Trennbank, neben den Universalbanken gibt es außerdem Spezialbanken.

## Allgemeines
Universalbanken sind der dominierende Bankbetriebstyp in der deutschen Kreditwirtschaft, Trennbanken waren vor allem in den USA lange dominierend, ebenso in Großbritannien. Eine Charakterisierung von Universalbanken kann hinsichtlich der Sortimentsstruktur und hinsichtlich des Kundenkreises vorgenommen werden. Für Hans Büschgen zeichnen sich Universalbanken dadurch aus, dass sie das Einlagen- und Kreditgeschäft mit dem Wertpapiergeschäft verbinden, das sowohl Emissions-, Kommissions-, Depotgeschäft, Investmentgeschäft sowie den Eigenhandel umfasst. Somit können durch das Leistungsangebot einer Universalbank die Anforderungen, die von verschiedenen Kundengruppen gestellt werden, grundsätzlich erfüllt werden. Gegen das Universalbankprinzip sprechen jedoch aus der Sicht der Kritiker 
- Sicherheit der Depositen: Beim Investmentbanking werden größere Risiken eingegangen. In einem Trennbankensystem kann die Refinanzierung nicht über Einlagen erfolgen, so dass die Depositen der Einleger im Trennbankensystem besser geschützt sind.
- Der Vorteil der Commercial Banks beim Zugang zu billigen Krediten ist ein Nachteil für konkurrierende Investmentbanken.
- Interessenkonflikte zwischen Kreditvergabe und Emissionsunterstützung
- Insiderinformationen
- schlechte Kredite können durch schlechte Anleihen ersetzt werden.

## Rechtsfragen und Aufgaben
Das Kreditwesengesetz (KWG) kennt den Begriff der Universalbanken nicht. Ein Kreditinstitut, welches bloß einen wesentlichen Teil der enumerativ in § 1 Abs. 1 KWG aufgezählten Bankgeschäfte tätigt, wird als fokussierte Universalbank qualifiziert. Ob CRR-Kreditinstitute zu den Universalbanken oder Spezialbanken gehören, hängt vom Sortimentsumfang und den Kundengruppen ab. Da einerseits der Kreditbegriff bankrechtlich umfassend ist und hierunter das gesamte Kreditgeschäft im weitesten Sinn erfasst wird und andererseits auch das Einlagengeschäft die verschiedensten Formen der Geldanlage beinhaltet, kann davon ausgegangen werden, dass CRR-Kreditinstitute zu den Universalbanken zu rechnen sind. Bankrechtlich betreiben CRR-Kreditinstitute die in § 1 Abs. 1 Nr. 1 bis 4 KWG aufgezählten Bankgeschäfte (§ 1 Abs. 3d Satz 4 KWG). Die hieraus resultierende Sortimentspalette rechtfertigt eine Zuordnung der CRR-Kreditinstitute zu den Universalbanken.
In der Bankenstatistik der Deutschen Bundesbank gibt es den Begriff der Universalbanken ebenfalls nicht, vielmehr verbergen sie sich innerhalb der Gruppen der Kreditbanken (Großbanken, Regionalbanken und sonstige Kreditbanken), der Sparkassen und Landesbanken und der Genossenschaftsbanken.
Die Geschäfte der Universalbanken lassen sich aufteilen in:
- das Aktivgeschäft oder Kreditgeschäft:
  - Geldleihe: Kontokorrentkredite, Dispositionskredite, Kleinkredite, Investitionskredite, Konsumkredite, Baufinanzierungen, Realkredite, Stand-by-Kredite, Revolvierender Kredit;
  - Kreditleihe: Avalkredite;
- das Passivgeschäft zur Refinanzierung: Einlagengeschäfte (z. B. Sparkonten, Sichteinlagen, Termineinlagen), Bankschuldverschreibungen wie Sparbriefe;
- Dienstleistungen: Zahlungsverkehr, Bargeldgeschäft (Barauszahlung, Bareinzahlung), Überweisungen, Lastschriftverkehr, Inkassogeschäfte, Devisen- und Sortengeschäfte, Edelmetallhandel oder Akkreditivgeschäft und Dokumentengeschäft im Außenhandel;
- Investmentgeschäft als Wertpapiergeschäft: Verwahrung und Verwaltung, Emissionen, An- und Verkauf von Wertpapieren, Vermögensverwaltung;
- sonstige Dienstleistungen: Vermittlung anderer Finanzdienstleistungsprodukte (Lebensversicherungen etc.), Immobiliengeschäft, Beratungsleistungen, Ausgabe von Kreditkarten und Reiseschecks.

## Geschichte

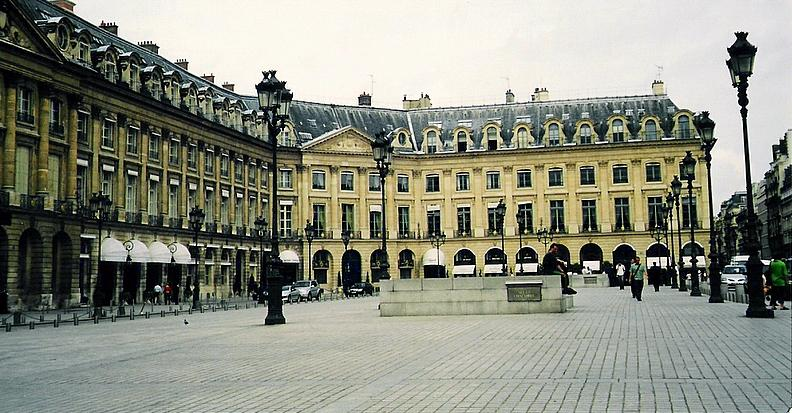
Place Vendôme – Zentrale des Crédit Mobilier, heute das Hôtel Ritz

Universalbanken sind nach der Auffassung von Adolf Weber und der späteren bankhistorischen Literatur auf die französische Bank Crédit Mobilier zurückzuführen. Der Société Générale du Crédit Mobilier war eine am 18. November 1852 von den Gebrüdern Émile und Isaac Pereire gegründete Aktienbank, die in Frankreich die Industriefinanzierung durch Investitionskredite und den Eisenbahnbau finanzierte, aber auch das Depositen- und Wechselgeschäft betrieb. Sie zog 1854 zum Place Vendôme, wo sie in das Gebäude des heutigen Hôtel Ritz einzog. In der Folge entstanden weitere Banken dieser Art, die man als „Banques d’affaires“ oder „Societes financières“ bezeichnete.
Joseph Schumpeter benannte nach ihm den „Crédit Mobilier-Typus“, mit dem er Universalbanken meinte. Deshalb nannte man die ersten deutschen Universalbanken lange Zeit noch „Crédit Mobilier-Banken“. Anders als die großen französischen Privatbankhäuser der „Haute banque“, die in erster Linie den Handel mit Staatsanleihen betrieben, rückte der Crédit Mobilier das universelle Bankgeschäft ins Zentrum seiner Banktätigkeit. Allerdings brach die Bank bereits im Oktober 1867 zusammen, sie wurde jedoch erst 1902 liquidiert.
Zu jener Zeit gab es in Deutschland bereits die Darmstädter Bank für Handel und Industrie, die wohl als erste deutsche Bank durch die Kombination verschiedener Bankgeschäfte den Schritt zur Universalbank vollzogen hatte. Sie entstand nach dem Vorbild des „Crédit Mobilier“ und erhielt am 2. April 1853 die Banklizenz. Auch die Rothschilds imitierten diesen Banktyp, indem sie sowohl kurzfristige als auch langfristige Finanztransaktionen durchführten und in Wien im Oktober 1855 die Österreichische Credit-Anstalt gründeten. Als typische deutsche Beispiele der „Crédit Mobilier-Banken“ folgten im Juli 1856 die Berliner Handels-Gesellschaft, die Commerzbank (Februar 1870) und Deutsche Bank (März 1870). Eugen Schmalenbach unterschied noch 1912 als Banktypen „Crédit Mobilier-Banken“, Depositen- und Kreditbanken, Privatbanken, Übersee- und Auslandsbanken und Genossenschaftsbanken. Auch im Kölner Bankwesen betrieben Privatbankiers bereits in den 1830er Jahren erfolgreich Universalbankgeschäfte.
In den meisten Ländern war spätestens zu Beginn der 1880er Jahre das „Crédit Mobilier“-Experiment mehr oder weniger gescheitert, weil es nicht gelang, eine funktionierende und stabile Kombination von Geldmarkt- und Kapitalmarktgeschäften zu etablieren. Nur in der preußischen Rheinprovinz und in Berlin, in der Schweiz und teilweise in Österreich-Ungarn konnte sich das „Crédit Mobilier“-Experiment behaupten. Eine Renaissance erlebte das Universalbankwesen international ab 1992.
Heinz Kußmaul zufolge wurde während der 1970er und 1980er Jahre der Gedanke der Allfinanz weitgehend aufgegeben. Hintergrund ist die mit dem Shareholder-Value-Konzept einhergehende zunehmende Renditeorientierung sowie die Segmentberichterstattung in den Jahresabschlüssen nach den Internationalen Rechnungslegungsstandards (IFRS) und (US-GAAP), welche bisher als Universalbanken tätige Institute gezwungen habe, ihre strategische Ausrichtung einer kritischen sowie aktienkursmaximierenden Betrachtung zu unterziehen und sich auf institutsspezifische Kernkompetenzen zu konzentrieren.

## Bankbetriebliche Aspekte
Die Bankbetriebslehre untersucht insbesondere die Unterschiede zwischen Universalbanken und Spezialbanken. Universalbanken weisen im Regelfall eine wesentlich größere Betriebsgröße – gemessen an Bilanzsumme oder Geschäftsvolumen – auf als Spezialbanken. Der wichtigste Unterschied zwischen beiden ist das Unternehmerrisiko. Bei gleicher Betriebsgröße weist eine Universalbank in der Regel ein geringeres Risiko auf als Spezialbanken, weil erstere durch ihr breiteres Produkt- und Kundenspektrum volkswirtschaftliche Risiken besser verarbeiten können. Die umfassendere Sortimentspolitik und/oder die Ausrichtung auf viele Kundengruppen ermöglichen nämlich eine bessere Diversifikation und Streuung der Risiken, so dass sowohl Granularität als auch Klumpenrisiken günstiger ausfallen; das gilt insbesondere für das vorhandene Kreditportfolio. Spezialbanken erwiesen sich hingegen als „Krisenherde“, da eine „erhebliche Koinzidenz zwischen Finanzkrisen und dem Trennbankensystem“ bestehe. Auch die in allen EU-Mitgliedstaaten geltende Capital Requirements Regulation geht von hoher Diversifizierung aus. Nach Nr. 100 CRR-Erwägungen sollten Kreditinstitute „einen diversifizierten Puffer liquider Aktiva halten, um bei kurzfristig angespannter Liquiditätslage den Liquiditätsbedarf decken zu können“.
Die fehlende Beschränkung auf eines oder wenige Bankgeschäfte und der Effekt des Mengengeschäfts führen bei Universalbanken schließlich zu Kostenvorteilen durch Economies of scale. Grund sind Fixkostendegressionen, wie sie sich durch eine günstigere Kapazitätsauslastung ergeben können. Zudem sind auch Economies of scope durch eine gemeinsame Nutzung von Produktionsfaktoren nachweisbar, wodurch Synergien genutzt werden können. Auf das Universalbankkonzept ist auch das moderne Allfinanz-Konzept zurückzuführen. Der Kritik, dass Universalbanken sich Interessenkollisionen aussetzen könnten (wenn etwa Kenntnisse aus dem Investmentbanking bei der Beratung von Privatkunden eingesetzt werden), kann durch umfassende Beachtung von Compliance-Regeln, Einsatz von Compliance Management Systemen bis hin zu Firewall-Regelungen begegnet werden. Außerdem müssen Banken etwaigen Interessenkonflikten nach §§ 63 und 80 Wertpapierhandelsgesetz (WpHG)  durch organisatorische Vorkehrungen begegnen.

## International
Es gibt eine unverkennbare Entwicklung hin zum Universalbankensystem, seit sich Großbritannien 1986 vom Trennbankensystem verabschiedet hatte und nun dort „Deposit banks“, „Merchant banks“ und „Investment banks“ nebeneinander bestehen. Seit dem Banking Act von 1987 gibt es den einheitlichen Begriff der „authorized institution“, zu deren Tätigkeit sowohl das Einlagengeschäft als auch das Kreditgeschäft gehören muss. Nachdem auch Portugal im Jahre 1992 Universalbanken ermöglichte, kam die OECD im selben Jahr zu der Schlussfolgerung, dass es einen weltweiten Trend zu Gunsten des Universalbanksystems gebe. In den USA löste sich das Trennbankensystem durch den Gramm-Leach-Bliley Act vom November 1999 sowie der Tatsache auf, dass alle großen Investmentbanken im Rahmen der Finanzkrise ab 2007 entweder von Universalbanken übernommen wurden oder ihren Status zu einer Universalbank änderten.
Die großen Schweizer (Credit Suisse und UBS) und österreichischen Banken (Raiffeisen Bank International, Bank Austria, Erste Bank und die BAWAG P.S.K.) sind ausschließlich Universalbanken.

## Weitere Entwicklung
Der bisher bei universell tätigen Großbanken vorhandene umfassende Eigenhandel wird in den EU-Mitgliedstaaten einem „ringfencing“ unterworfen. In Art. 2 Nr. 4 führte das Trennbankengesetz im Januar 2014 unter anderem mit § 25f KWG für Universalbanken ein Trennbankensystem ein, wonach die Aktivitäten der Investmentbank aus der Geschäftsbank auszugliedern sind („ringfencing“). Bis Juli 2016 sind bei universell tätigen Großbanken sämtliche Bankgeschäfte im Sinne des § 3 Abs. 2 und 4 KWG in einem wirtschaftlich, organisatorisch und rechtlich eigenständigen Unternehmen (Finanzhandelsinstitut) zu betreiben. Es handelt sich hierbei um „verbotene Geschäfte“, zu denen der Eigenhandel in Derivaten und Wertpapieren mit Ausnahme als Market-Maker oder Kredit- und Garantiegeschäfte mit Hedgefonds gehören. Eine Materialitätsschwelle sieht vor, dass nur universell tätige Großbanken betroffen sind, deren Handelsbestand und Liquiditätsreserve 100 Mrd. Euro (absoluter Schwellenwert) oder 20 % ihrer Bilanzsumme überschreiten und mindestens 90 Mrd. Euro erreichen (relativer Schwellenwert). Zudem bestimmen § 25f Abs. 1 und § 64s Abs. 2 KWG, dass ab dem 1. Juli 2015 CRR-Kreditinstitute innerhalb eines Jahres nach Überschreitung der Schwellenwerte zwei Formen des Eigenhandels, nämlich
- das durch § 1 Abs. 1a Satz 3 KWG als Eigenhandel fingierte Eigengeschäft (§ 3 Abs. 2 Satz 2 Nr. 1 KWG) (mit Ausnahme des Eigenhandels im Kundenauftrag) und
- den Eigenhandel mittels einer hochfrequenten algorithmischen Handelstechnik (§ 1 Abs. 1a Satz 2 Nr. 4d KWG) – ausgenommen Market Making – sowie
- das Kredit- und Garantiegeschäft mit Hedgefonds

in ein Finanzhandelsinstitut auszugliedern haben.